# Legio II Italica
La Legio II Italica (Segunda legión «itálica») fue una legión romana, creada en el año 165 por el emperador Marco Aurelio. El símbolo de esta legión es una loba y los gemelos Rómulo y Remo.

## Historia

### SigloII

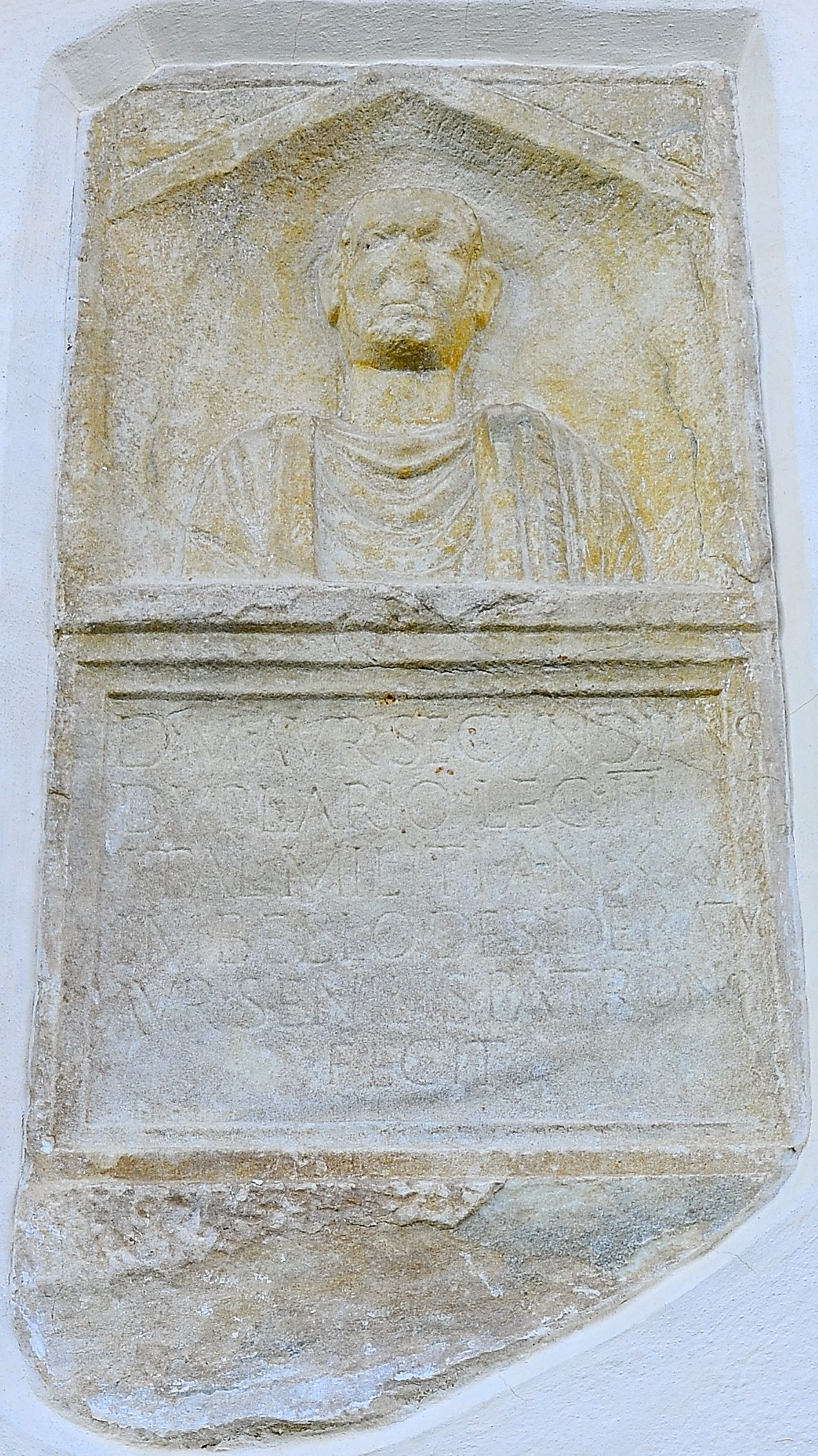
Epitafio CIL III 4835 con retrato del duplicarius de la Legio II Italica fallecido en combate.

La Legio II Italica fue creada para defender la frontera del imperio romano en el Danubio y la provincia conocida como Nórico. El área estaba entonces bajo constante ataque de las tribus que vivían en la Germania, localizadas al Norte del río. En el 180, se sabe que la legión se encontraba estacionada en Lauriacum moderna Enns.
En el 193, la Legio II Italica apoyó la subida al trono de Septimio Severo y por los servicios prestados, el nuevo emperador le concedió el título fidelis (leal). Más tarde, Severo movilizó la legión contra las tentativas de usurpación de Pescenio Niger y Clodio Albino y en sus campañas contra el Imperio persa.

### SigloIII
En el siglo III, la legión adquirió un estatuto político importante, en medio del ambiente de caos político que las sucesivas tentativas de usurpación causaban en el sistema imperial. Para garantizar la lealtad de la Legio II Italica , el emperador Galieno le concedió el sobrenombre de VII Pia VII Fidelis (siete veces fiel, siete veces leal) para asegurar la continuación de su apoyo.

### SiglosIVyV
En el transcurso del siglo IV, la legión continuó probablemente en su puesto, defendiendo la frontera norte de Italia, si bien existen pocos registros de la época. El último registro conocido de la legión describe a la unidad estacionada en el Danubio a principios del siglo V.